# Río Henares
Río Henares är ett vattendrag i Spanien.   Det ligger i provinsen Provincia de Madrid och regionen Madrid, i den centrala delen av landet, 17 km öster om huvudstaden Madrid.

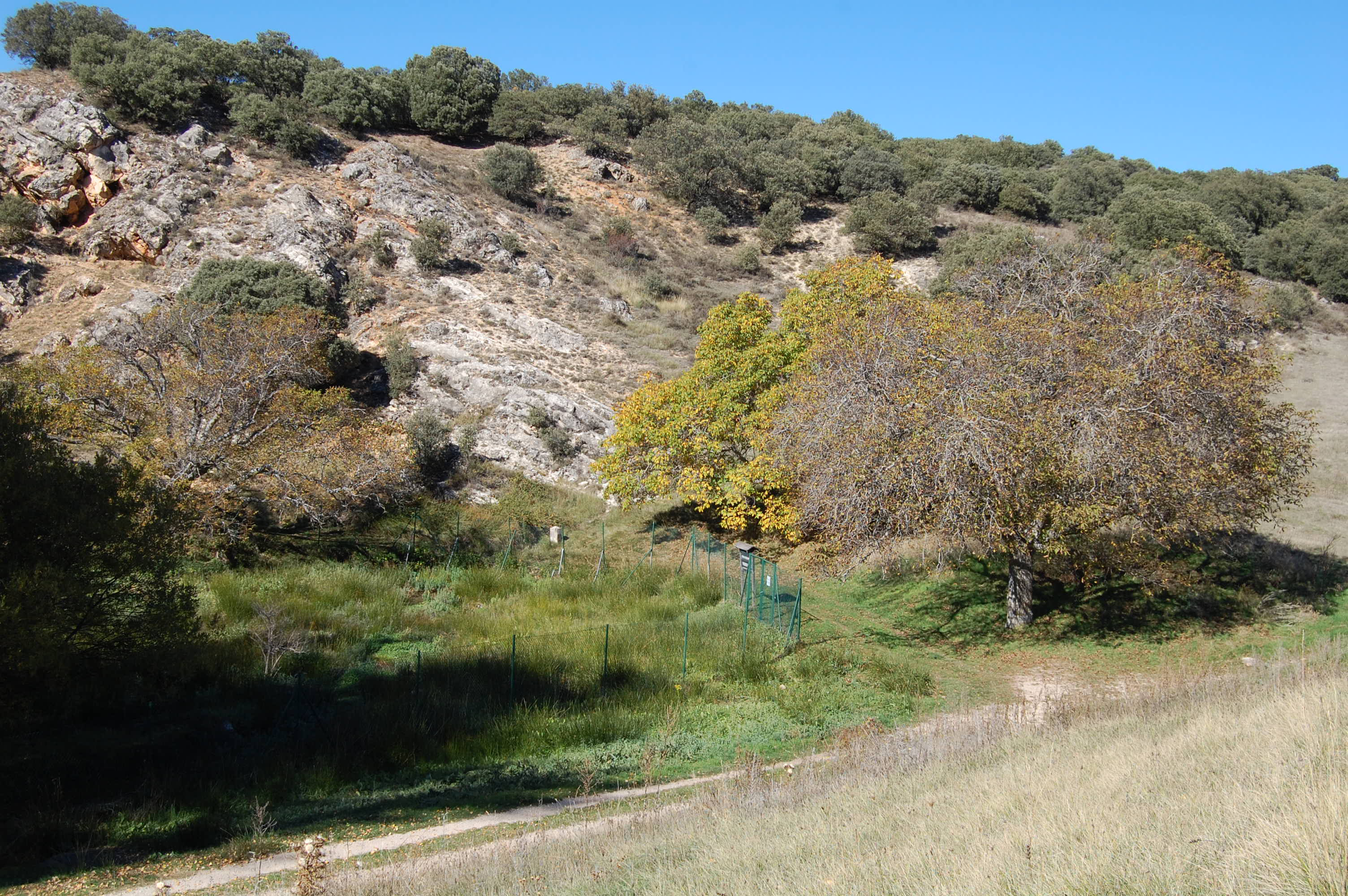
Henaresflodens födelse
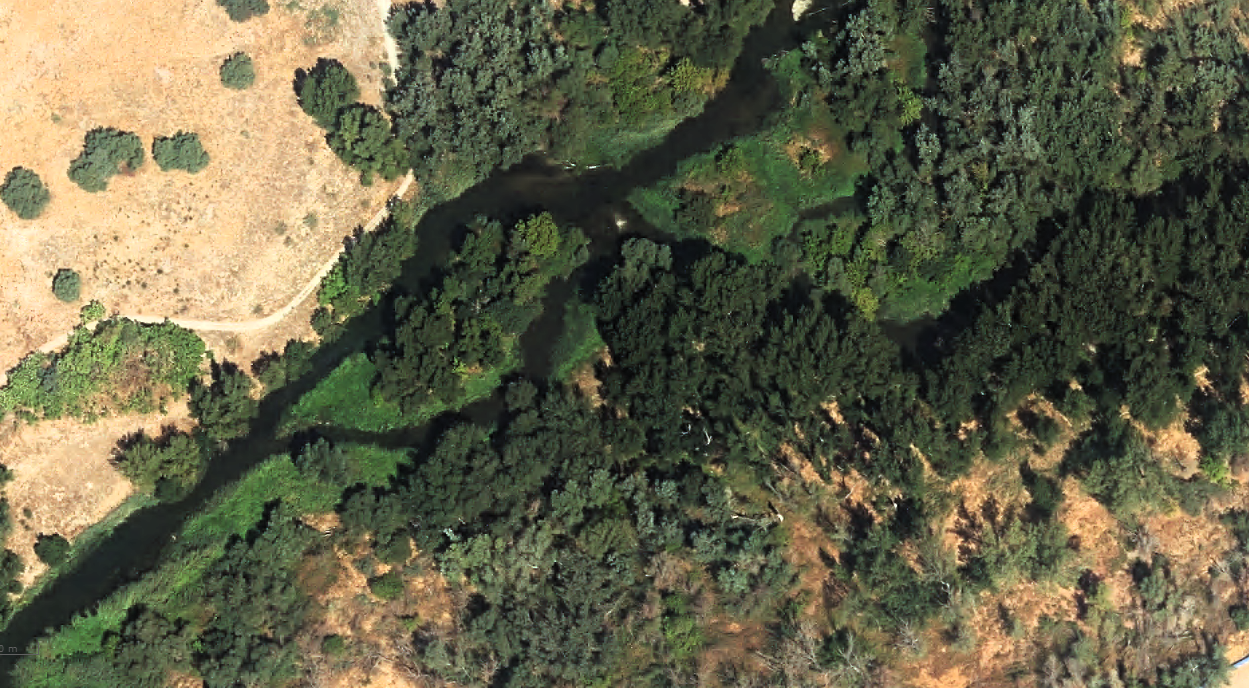
Mun in i Jaramafloden